# Amorimius rubripes
Amorimius rubripes är en tvåvingeart som först beskrevs av Carrera och Nelson Papavero 1962.  Amorimius rubripes ingår i släktet Amorimius och familjen rovflugor. Inga underarter finns listade i Catalogue of Life.